# Heinrich Vambes de Florimont

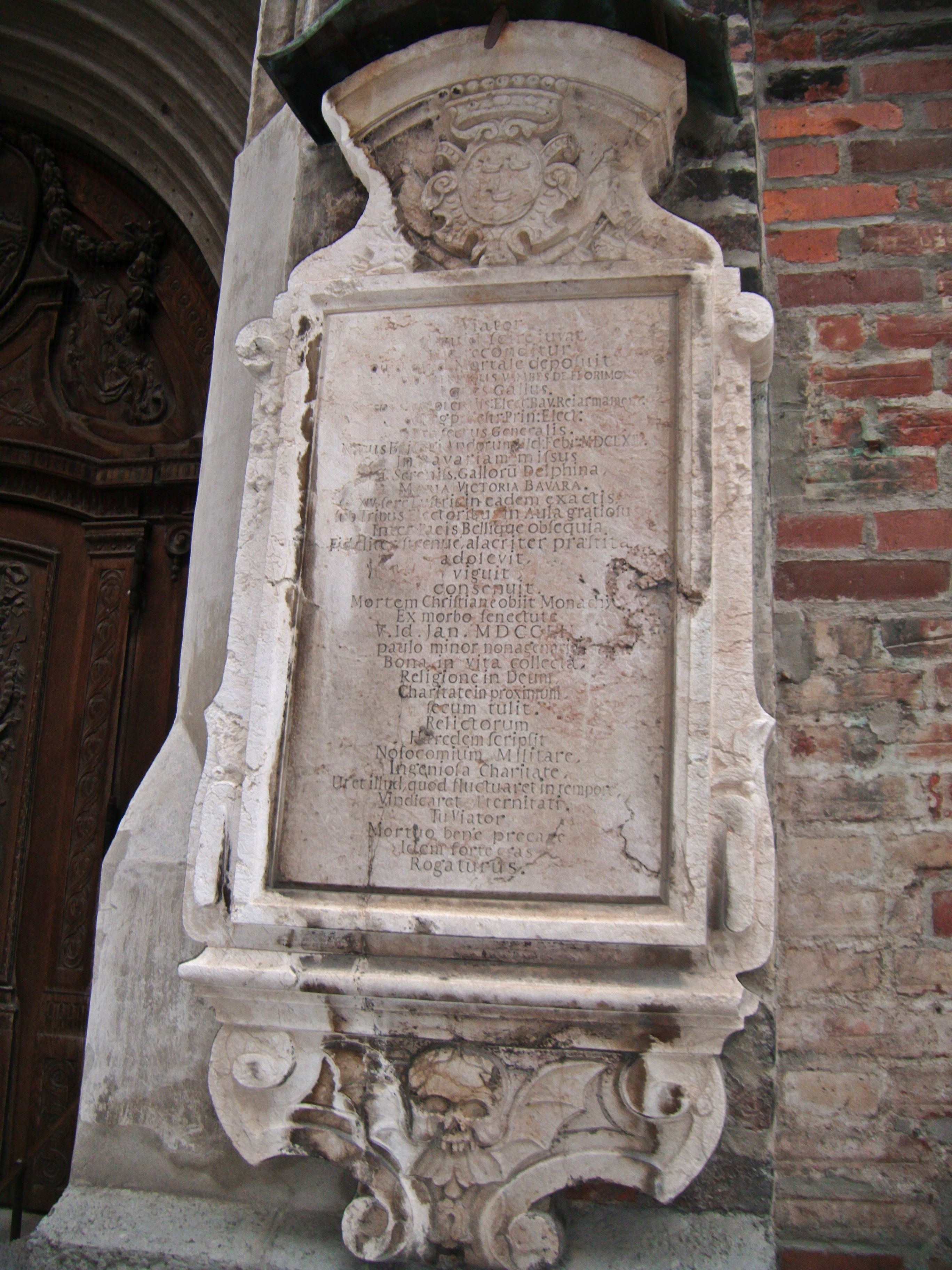
Epitaph, Frauenkirche München

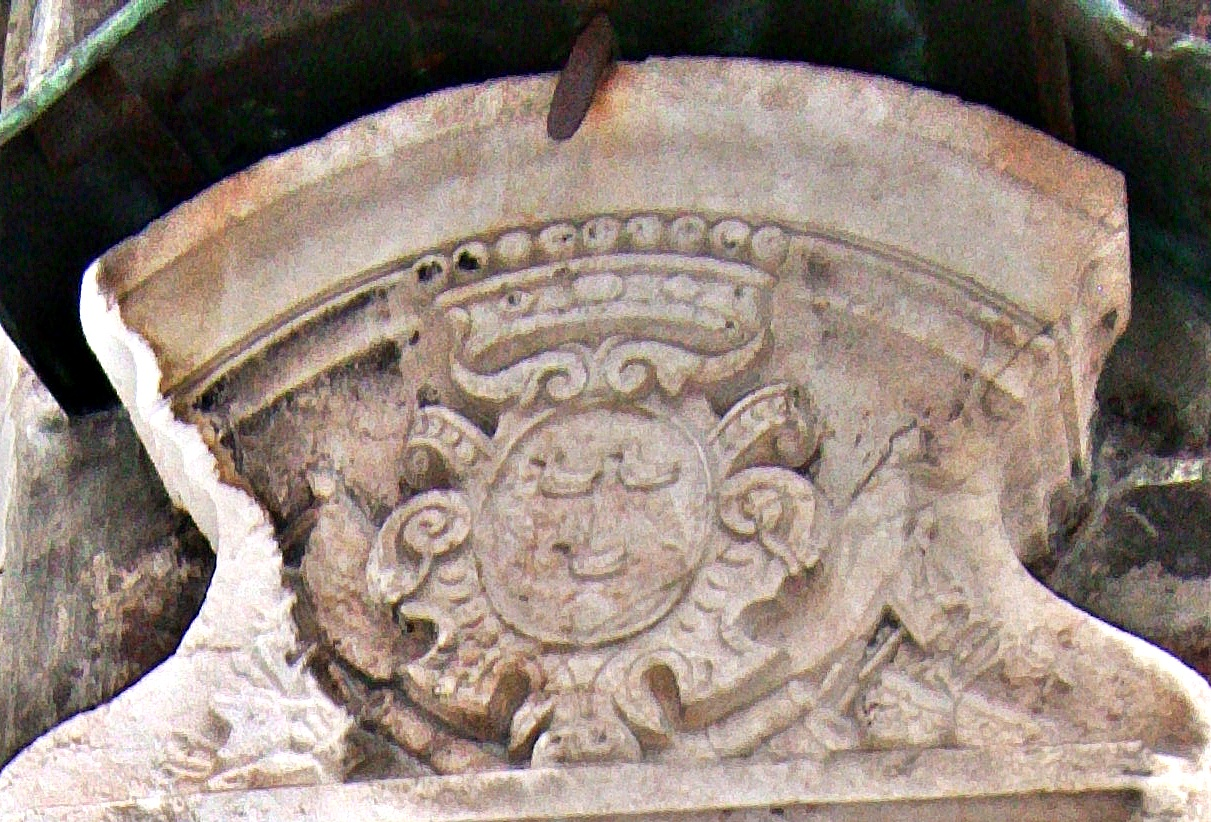
Wappen mit Militärtrophäen (Detail vom Epitaph)

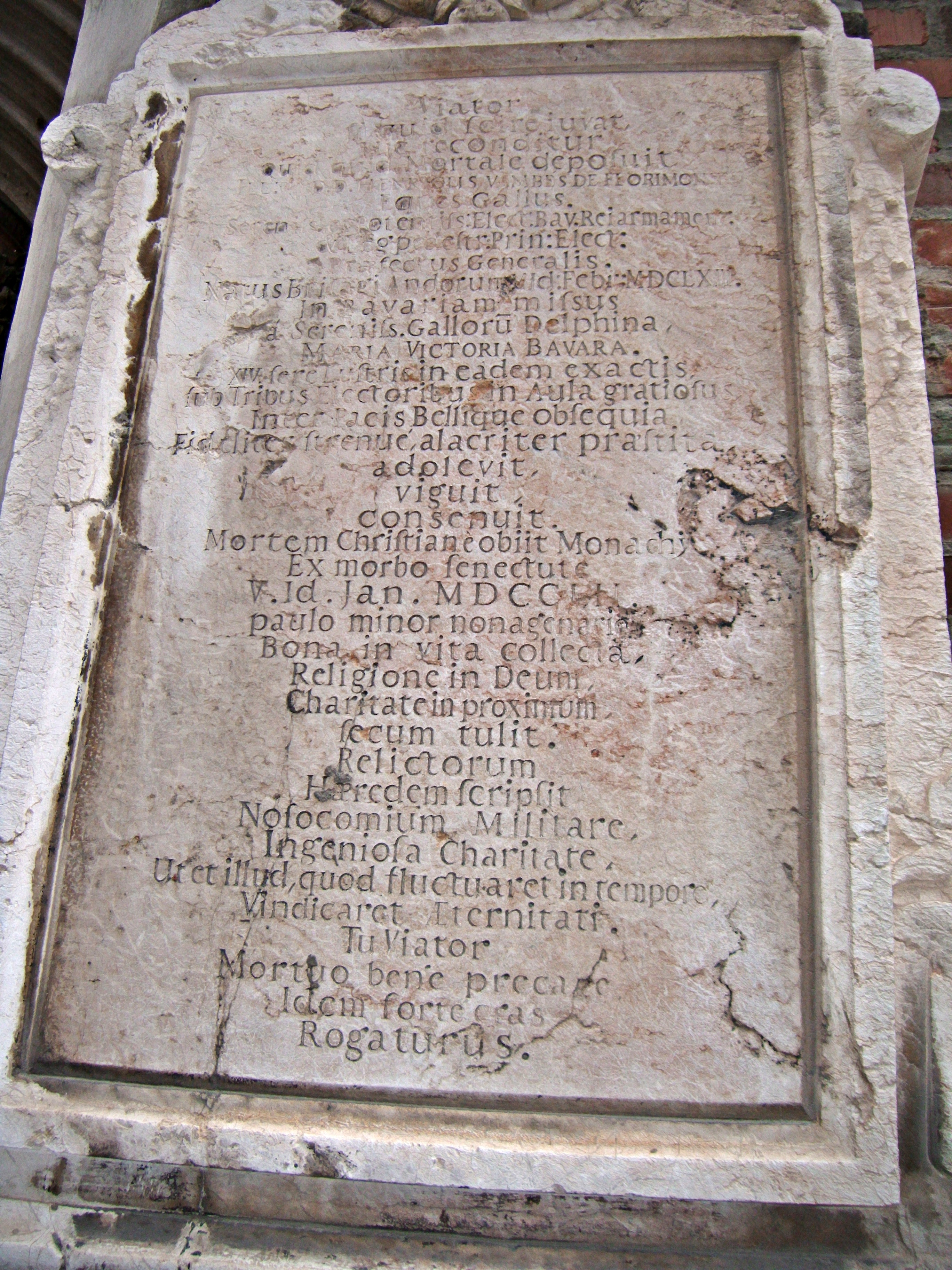
Epitaphinschrift

Heinrich Vambes de Florimont (* 9. Februar 1663 in Breisach am Rhein; † 9. Januar 1752 in München) war ein kurbayerischer Generalfeldzeugmeister französischer Herkunft.

## Biografie
Er wurde als französischer Adeliger im damals zu Frankreich gehörenden Breisach geboren. Prinzessin Maria Anna Victoria von Bayern (1660–1680), die Frau des französischen Dauphine Louis de Bourbon
und Schwester des Bayerischen Kurfürsten Maximilian II. Emanuel, warb Heinrich Vambes de Florimont für die bayerische Armee an.
Ab 1685 erscheint der Offizier in München, wo er eine steile Militärkarriere machte. Er wurde Feldmarschallleutnant und übernahm am 6. November 1721 als Inhaber das Bayerische Infanterie-Regiment „Kurprinz“, zuletzt  bezeichnet als Königlich Bayerisches 2. Infanterie Regiment „Kronprinz“. Später avancierte er zum Generalfeldzeugmeister des bayerischen Heeres, womit er für das gesamte Waffenwesen verantwortlich war.
Florimont starb mit 88 Jahren in München und vermachte sein Vermögen testamentarisch dem dortigen Militärspital. Er wurde auf dem damals noch existierenden  Friedhof südlich der Münchner Frauenkirche bestattet und erhielt ein aufwändiges Epitaph, außen, direkt neben dem Südeingang der Kathedrale. Darauf sind die wichtigsten Stationen seines Lebensweges verzeichnet. Es trägt außerdem sein Wappen, sowie Militärtrophäen (z. B. Fahnen, Pauken und Kanonenrohre). Leider ist der Stein bereits teilweise verwittert (2013).
In der Frauenkirche wurde früher ein schwarzes Kruzifix aus Bronze gezeigt, das im Fußbereich einen Schussschaden aufwies. Die Überlieferung brachte es mit General Florimont in Verbindung und besagte, dieser habe es um den Hals getragen, als es einen gegen ihn gerichteten Schuss abfing und dabei beschädigt wurde. Er verfügte, es solle an seinem Grab aufgestellt werden; später übertrug man es erst auf den St. Veitsaltar, dann auf den St. Sebastianaltar der Kathedrale. Es genoss hohe Verehrung als Gnadenbild und man widmete ihm sogar eine eigene Druckschrift.